# Hațeg
Hațeg – miasto w Rumunii, w okręgu Hunedoara, w Siedmiogrodzie. Liczy 9 tys. mieszkańców (2011).